# Огън и плам
„Огън и плам“ е български документален филм на режисьора Иван Трайков, номиниран от Съюза на българските филмови дейци за най-добър документален филм за 2000 – 2002 г. Оператор е Ваньо Георгиев, а музиката е създадена от Александър Нушев. Художник е Адрияна Найденова. Монтажът и компютърната анимация са дело на Благой Димитров. В ролята на Юрий Захарчук е Тодор Кайков. Текстът се чете от Радко Дишлиев и Васил Банов. Автори на сценария са Митре Стаменов и Иван Трайков.

## Тема
С помощта на множество специални ефекти, 3D анимации, възстановки и инсценировки е създаден един ексклузивен документален филм за почти митологичната личност на Юрий Захарчук – командир на Столичната пожарна команда от 1923 до 1944 година, кавалер на над 20 български и чуждестранни ордени и високи отличия… Написал последните си слова на 10 септември 1944 година…